# Ádám és Éva

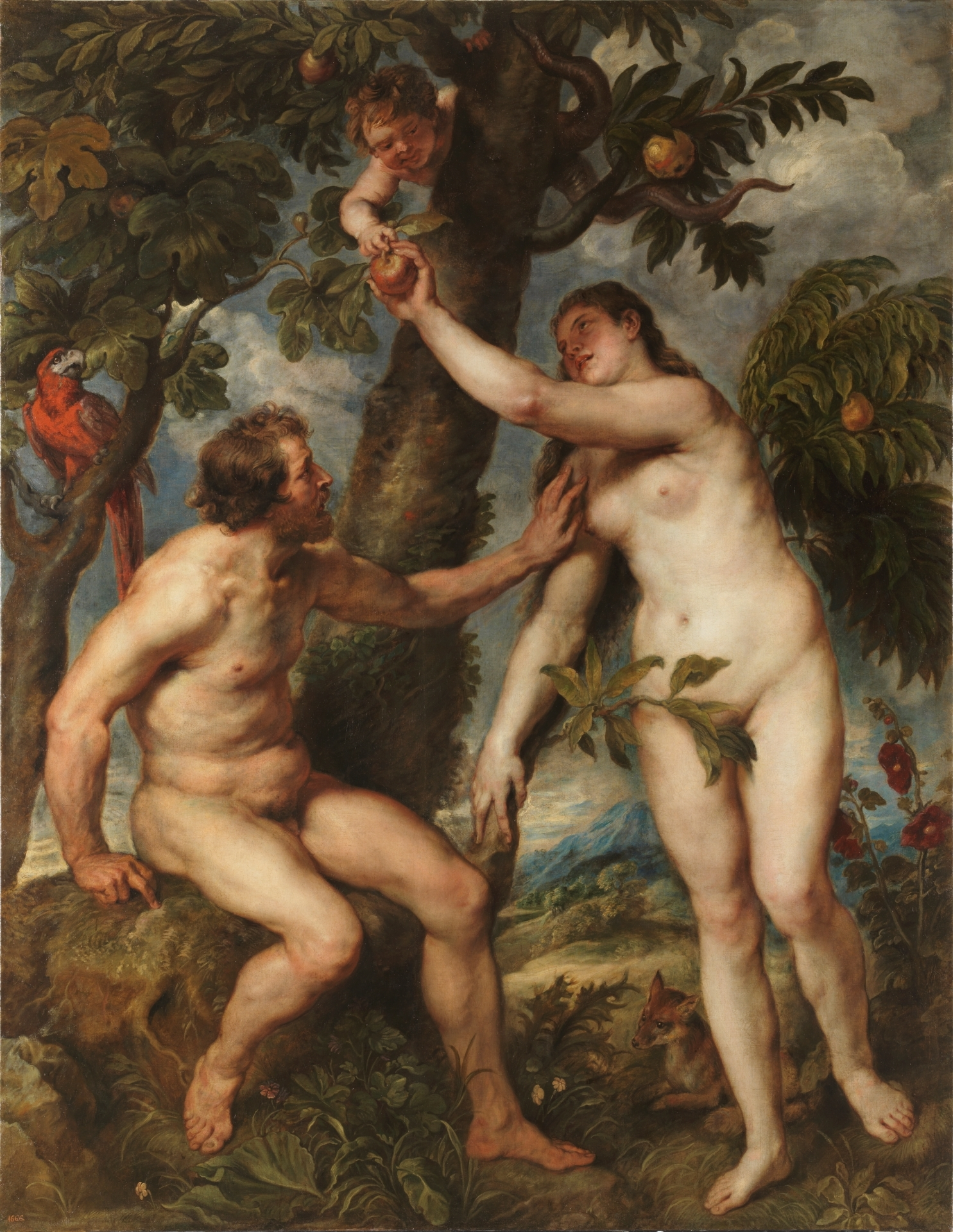
Peter Paul Rubens festménye: Ádám és Éva

A Biblia, valamint a Korán szerint Ádám és Éva volt az első emberpár, akiket Isten teremtett. Évát nem sokkal Ádám megteremtése után hívta életre. Isten megtiltotta nekik, hogy egyenek a tiltott fáról de Évát elcsábította egy kígyó és letépett egy tiltott gyümölcsöt, egyet pedig Ádámnak adott. Mikor ezt megtették, Isten száműzte őket a paradicsomból és nem térhettek vissza. Ennek története kétféle változatban szerepel a Bibliában. A Biblia Ádám és Éva történetét Mózes első könyvének (más néven a Teremtés könyvének) második és harmadik fejezetében mondja el, gyermekeik közül pedig név szerint Káint, Ábelt és Sétet említi.

## A nevek jelentése
A héber אָדָם, Adam név eredete a sumer nyelv „atya” jelentésű ad-da szava lehetett, amelyből egy sumer mitológiai alak neve, Adapa is származik. (Lásd a bibliai történet irodalmi előzményének is tekinthető Adapa-eposzt!) A héber és az arab nyelvben az adam szó egyben „embert”, „földből valót” és „vörös színűt” is jelent (héber: אָדָם, arab: آدم). A Közel-Kelet ősi kultúráiban úgy gondolták, hogy az embereket a föld anyagából készítették, így a „vörös föld” számukra az emberi fajra általánosságban is utalt. Az arabból a török nyelvekbe is átkerült az Adam név és „ember” jelentése, kazak nyelven például adamshylyk „emberiség”-et jelent.
A Sibylline Oracles című műben viszont az Ádám név egy notarikon ami a négy irányának a kezdőbetűjéből áll: anatole (kelet), dusis (nyugat), arktos (észak) és mesembria (dél). A zsidóknak saját magyarázatuk volt az Ádám névre: a 2. században Rabbi Yohanan a görög notarikonos módszert használta a אָדָם név magyarázatára, hogy az afer (por), dam (vér) és marah (epe) szavak kezdőbetűiből áll.
Éva–חַוָּה (Ḥavva) héber nyelven, Ḥawwāh tibériai héberül, حواء (Ḥawwāʾ) arabul, ሕይዋን (Hiywan) geez nyelven és Eva/Eua vagy Geva latinul egyszerűen élőt jelent, más szóval életet. Így ezek a nevek literális leírások az emberiség állítólagos anyjáról és atyjáról.

## Ádám és Éva élete

### Ádám teremtése
A Tóra szerint Ádámot a föld porából teremtették, a Talmud ezen túlmenően azt is leírja, hogy először iszapból összetapasztott gólem volt. Muhammad ibn Dzsarír at-Tabari, a korai iszlám kommentátor, további részleteket közöl a zsidó hagyományokra hivatkozva. Tabari feljegyzi, hogy amikor elérkezett Ádám teremtésének ideje, Isten elküldte Gábriel arkangyalt, majd Mihály arkangyalt, hogy hozzávaló agyagot gyűjtsenek a Földről. A Föld viszont nem engedte, ezért az angyalok üres kézzel tértek vissza. Tabari továbbá azt állítja, hogy Isten válaszul elküldte a Halál angyalát, aki minden tartományból gyűjtött agyagot, és ez a magyarázat az emberi fajta sokféleségére.
A Tóra leírja 1. Mózes 2,7-ben, hogy Isten eleinte az életnek leheletét fújta az első ember orrába, és bár ezt általában úgy értelmezik zsidó és keresztény körökben, hogy azonnal történt, Tabari beszámolója szerint Ádám száraz test maradt 40 napon keresztül, aztán fokozatosan életre kelt a fejétől lefelé, tüsszentett egyet, amikor készen volt, és azt mondta: Dicsőség Istennek, minden lénynek az Urának. Megteremtése után Ádámnak – az első embernek – állítólag megadatott az uralom minden alsóbbrendű lény felett, melyeknek azután elkezdett neveket adni. Mint az egyik ember, akihez Isten közvetlenül beszélt, Ádám próféta az Iszlám hit szerint.

### Éva
Évát nem sokkal Ádám megteremtése után hívta életre Isten. Álmot bocsátott Ádámra, és egy bordájából alkotta meg Évát.

### Ádám további feleségei
Sem a Tóra, sem a zsidó, keresztény és muszlim szent iratok nem beszélnek Éván kívül Ádám további feleségéről/feleségeiről. E három monoteista vallás követői elutasítják ezt a feltételezést. A zsidó hagyománynak azonban vannak olyan (nem a Tórán alapuló) részei, ahol ebben a szerepben jelenik meg Lilit.

## A bűnbeesés
Isten figyelmeztette Ádámot és Évát, hogy ne egyenek a kert közepén lévő fának a gyümölcséből, de a kígyó ravaszabb volt mindennél és kísérteni kezdte őket. Éva beleharapott a gyümölcsbe, és adott Ádámnak is, a férjének. Ezután Isten engedetlenségük miatt kiűzte őket a paradicsomból. 

### Bibliai történet
A kígyó - a szerző szerint - a legravaszabb állat volt a paradicsomban. Kételkedve fordult Évához, hogy valóban azt mondta Isten, hogy nem ehetnek a kert gyümölcseiből. Éva úgy válaszolt, hogy ehetnek, de csak egyből nem, ami a kert közepén van a tudás fájának gyümölcséből, nehogy meghaljanak. A kígyó kétségbe vonta Isten szavát, hogy attól még nem fog meghalni: "Isten jól tudja, hogy amely napon abból esztek szemetek felnyílik, olyanok lesztek mint az Istenek, akik ismerik a jót és a rosszat". Éva látta, hogy a gyümölcs jó és tetszetős, evett belőle és Ádámnak is adott belőle. Rögtön felnyíltak szemeik, és látták, hogy meztelenek. Ezért fügefa levélből ruhát készítettek maguknak és eltakarták magukat.

### Római katolikus értelmezés
A Providentissimus Deus enciklika szerint a Biblia nem akar természettudományt tanítani, így Ádám és Éva benne foglalt története sem alkalmas arra, hogy természettudományos következtetést vonjunk le belőle. A bűnbeesés története profetikus visszatekintés abban az értelemben, hogy saját korának az emberiségre vonatkoztatható helyzetét magyarázza, egy meghatározott múltba helyezett történettel (étiológia).
Hippói Szent Ágoston és követői arra következtettek a "gyönyörűséges kert" bibliai képéből, hogy Ádám és Éva tökéletes harmóniában éltek a természettel, az egész világra kiterjedt a Teremtő végtelen jóakaratának érzése. A trentói zsinat szerint az ősszülők mentesek voltak a bűnre csábító hajlamtól és a belülről származó kísértéstől. Ezt a bűn elkövetése utáni mezítelenségből következtették ki. A kísértés azonban kívülről jött, a kígyó képében megjelenő kísértőtől, azaz a Sátántól (Bölcs. 2.24) és (Jn 8.44). A kísértés a jó és rossz tudásának ígéretével hozható összefüggésbe. A kígyó Istentől való olyan függetlenséget ígér, melynek köszönhetően az ember mondhatja meg, mi a jó és mi a rossz. Így a kísértő az Istennel való egyenrangúságot ígér, ami félrevezetés, mert egyedül Isten képes akaratát autonóm módon véghez vinni. A bűnt az emberpár maga választotta.
A további értelmezésben az áll, hogy a bűn átterjedt az utódokra. Nem a személyes bűn, hanem a bűnre való hajlam.[forrás?] Ezt áteredő bűnnek nevezik a katolikusok és eredendő bűnnek a protestánsok.

### A Sátán bukása
Amikor Isten kiszabja a kígyó büntetését, azt mondja a kígyónak, hogy az asszony fia széttapossa a fejedet, te (a kígyó) pedig a sarkát mardosod (mardossa). Ennek a résznek a keresztény értelmezése az, hogy itt ígéri meg Isten a jó hírt, hogy a sátán el fog bukni a Megváltó elleni harcban. Azaz Jézus le fogja győzni a bűnt, és vele együtt a büntetés is megszűnik: a halál. Ennek bizonyítéka Jézus feltámadása. A másik hasonlat, hogy a kígyó csak úgy tudja a sarkunkat célozni, ha lebecsüljük, nem törődünk vele, elfordulunk. Azaz bűneink ellen kell fordulnunk, és szembeszállnunk velük – csak akkor következik be a Sátán bukása.

## Gyermekeik
Először Káin, majd Ábel született, akik név szerint említve vannak. A hívők hiszik, hogy még több fiú- és lánygyermekük született, akik Káinnal és Ábellel egy időben éltek, és akiket nem említ a Biblia. Később még Sét születése van megemlítve.
Káin megölte testvérét Ábelt. Ezután „Nód földén, az Édentől keletre” telepedett le.

## Kulturális hatás
A korai reneszánsz művészek úgy ábrázolták Ádám és Éva témát, hogy az erkölcsi szempontból elfogadható legyen az, hogy a férfi és a nő meztelen.

### Ádám és Éva alakja a képzőművészetben

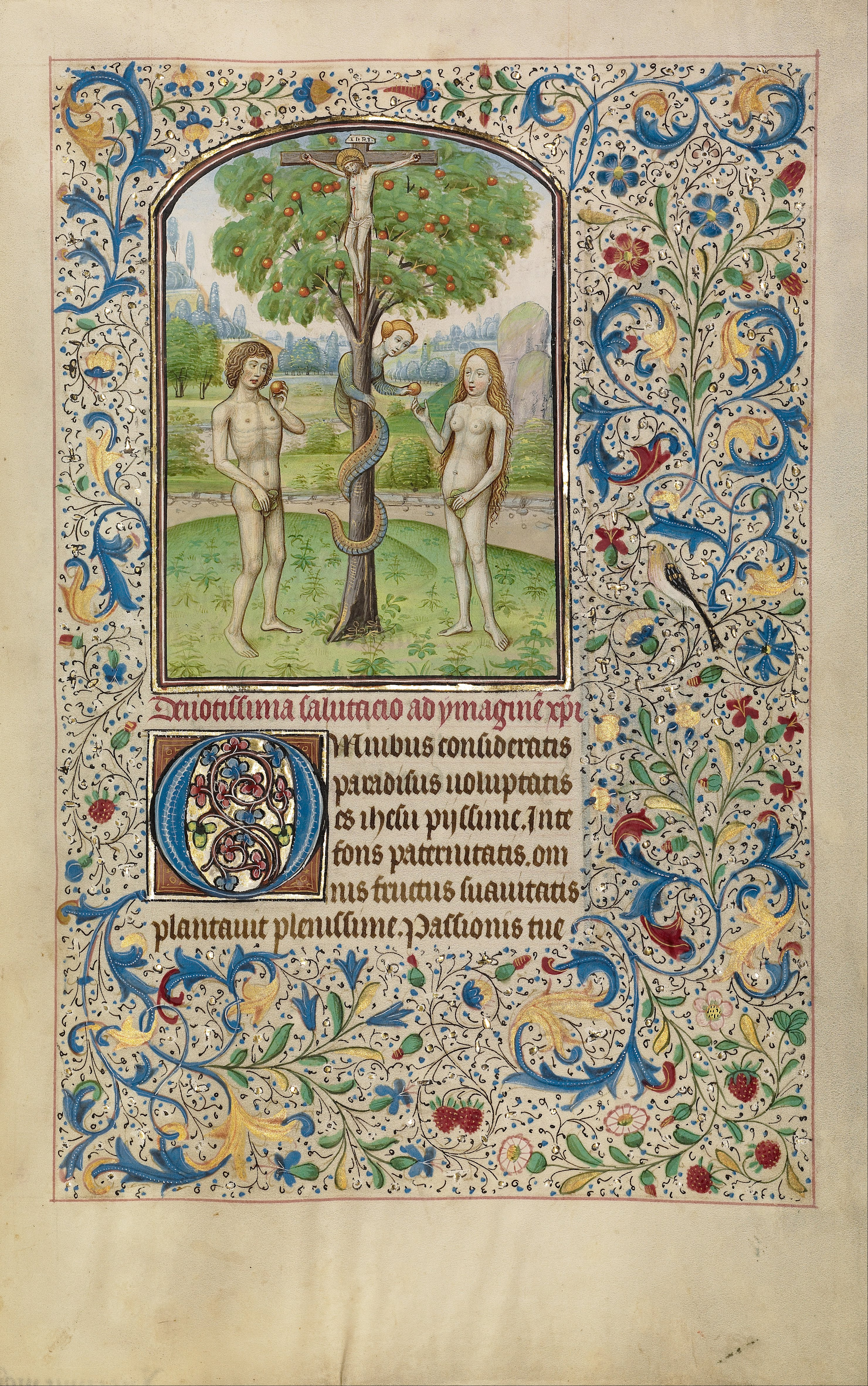
Willem Vrelant: Ádám és Éva eszik a tiltott gyümölcsből
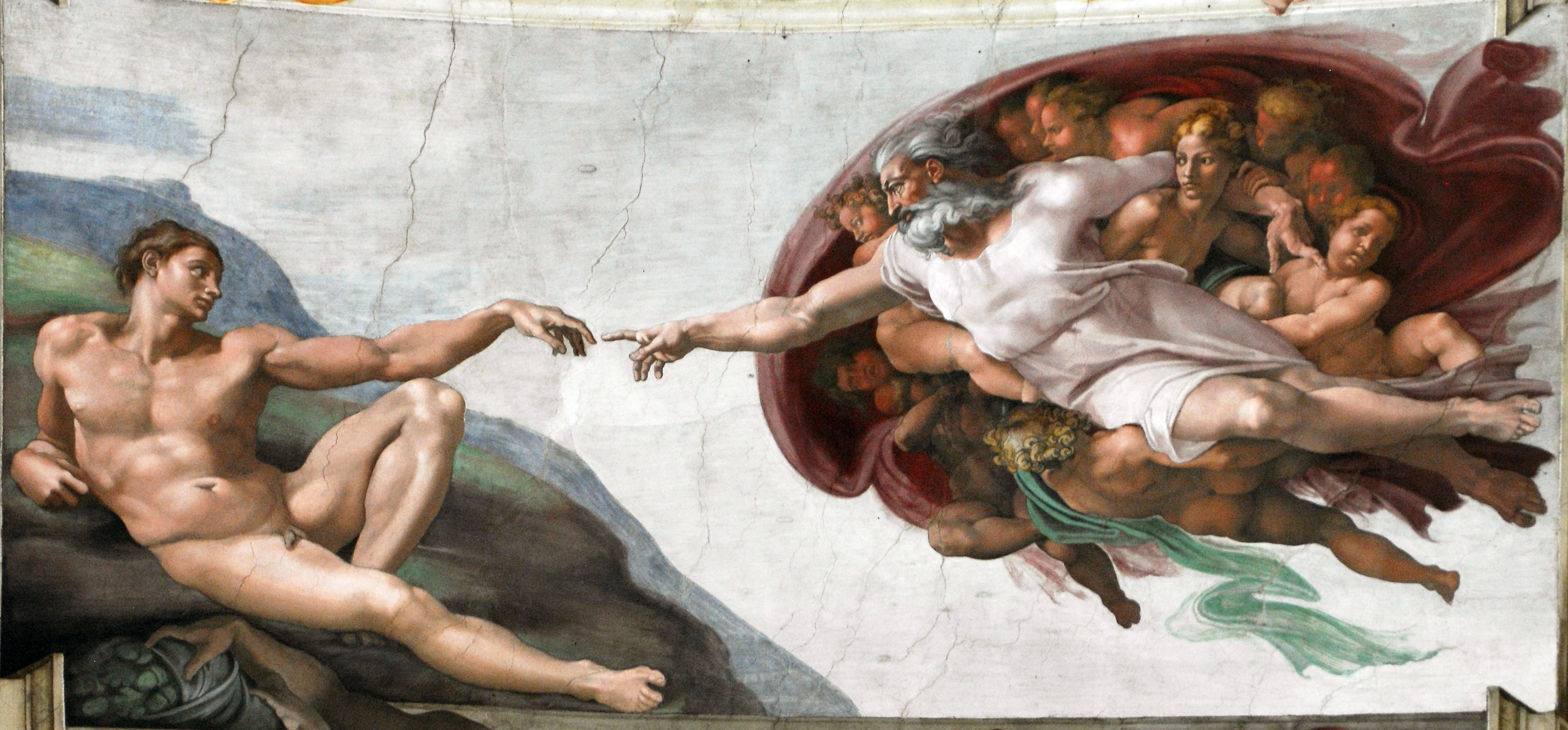
Michelangelo: Ádám teremtése
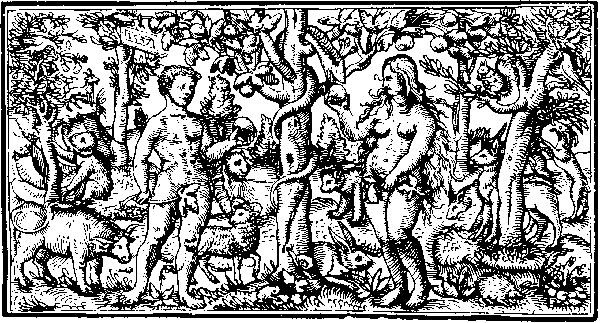
Ádám és Éva az Édenkertben (fametszet)
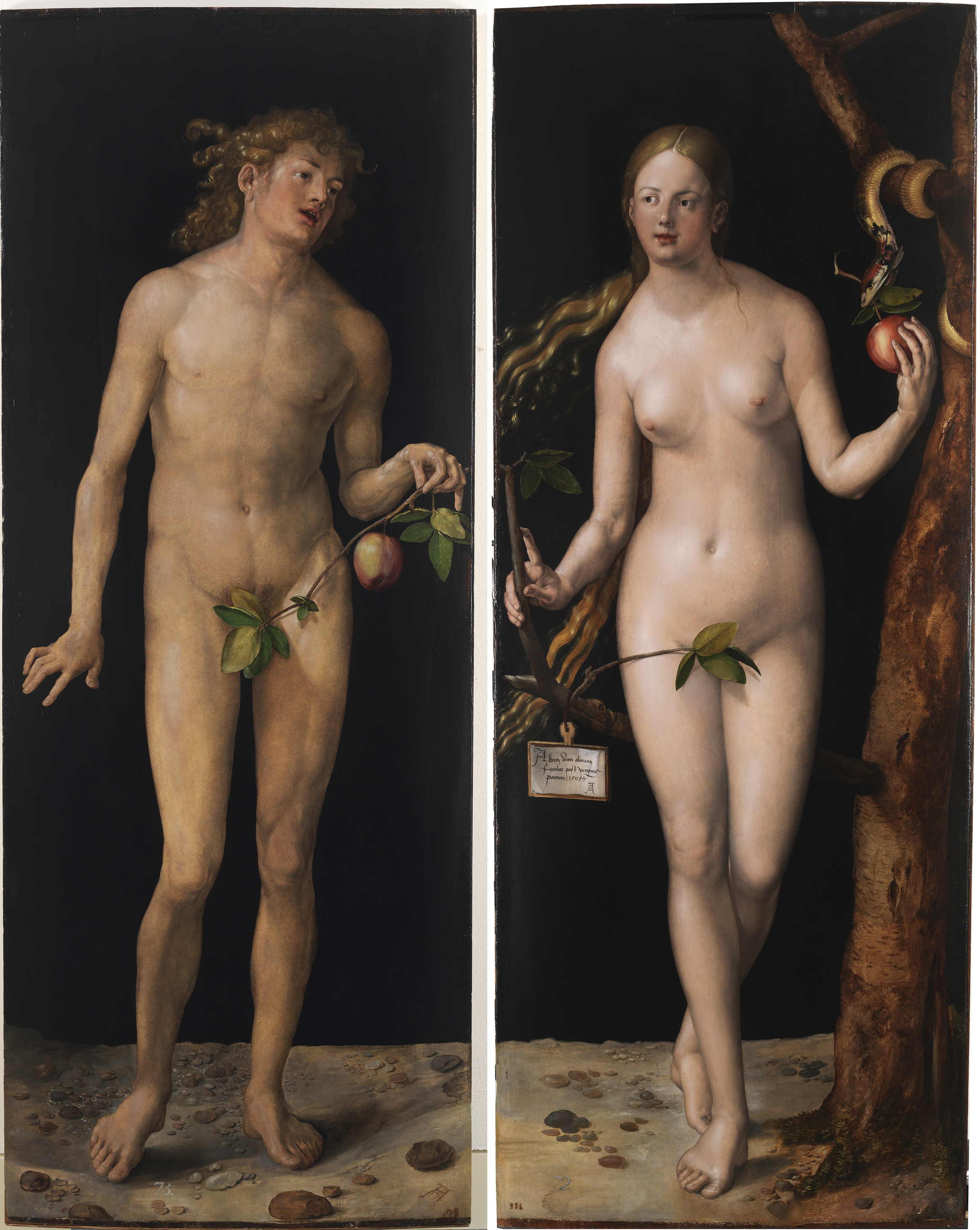
Albrecht Dürer: Ádám és Éva, festmény (1507)
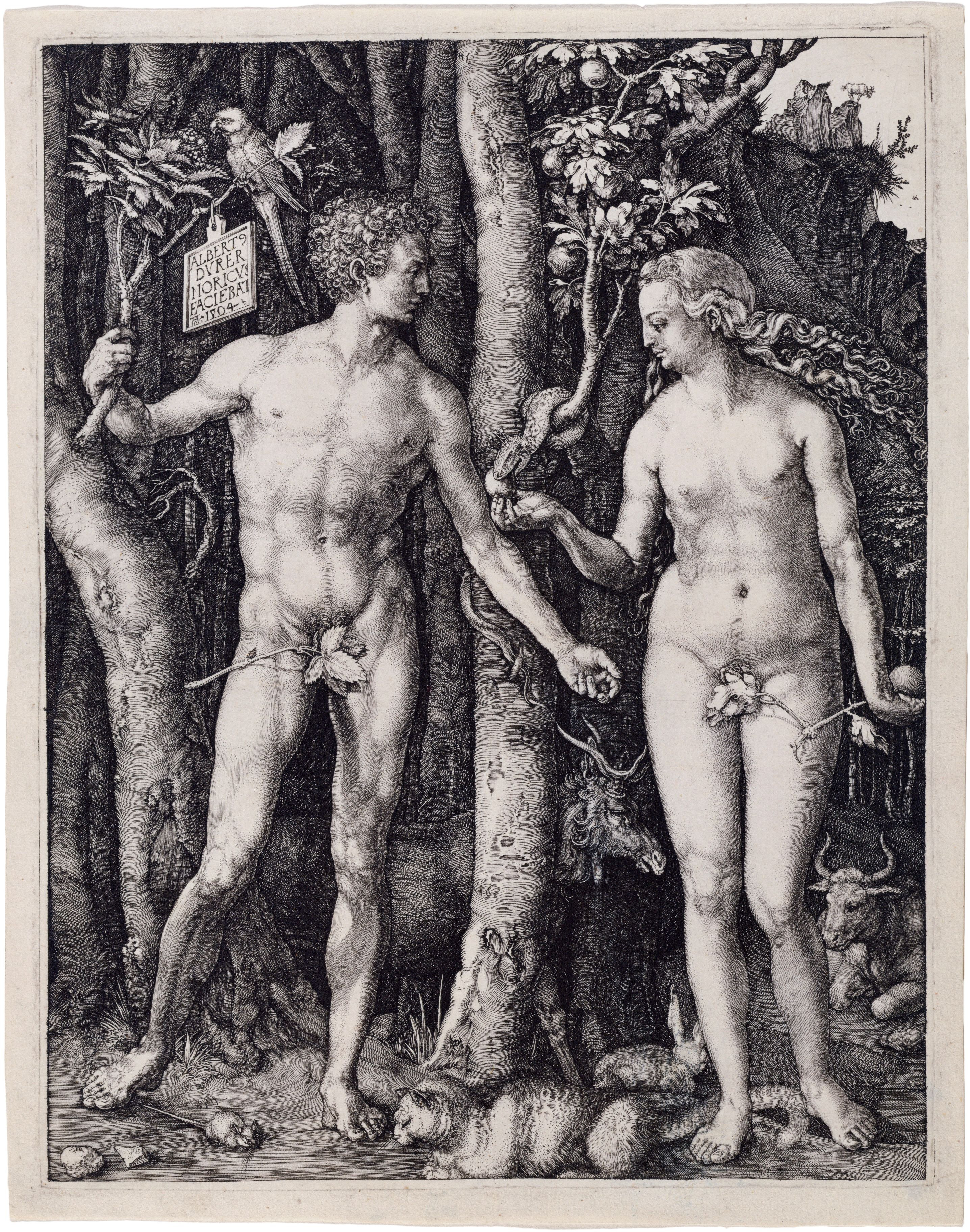
Albrecht Dürer: Ádám és Éva, metszet (1504)
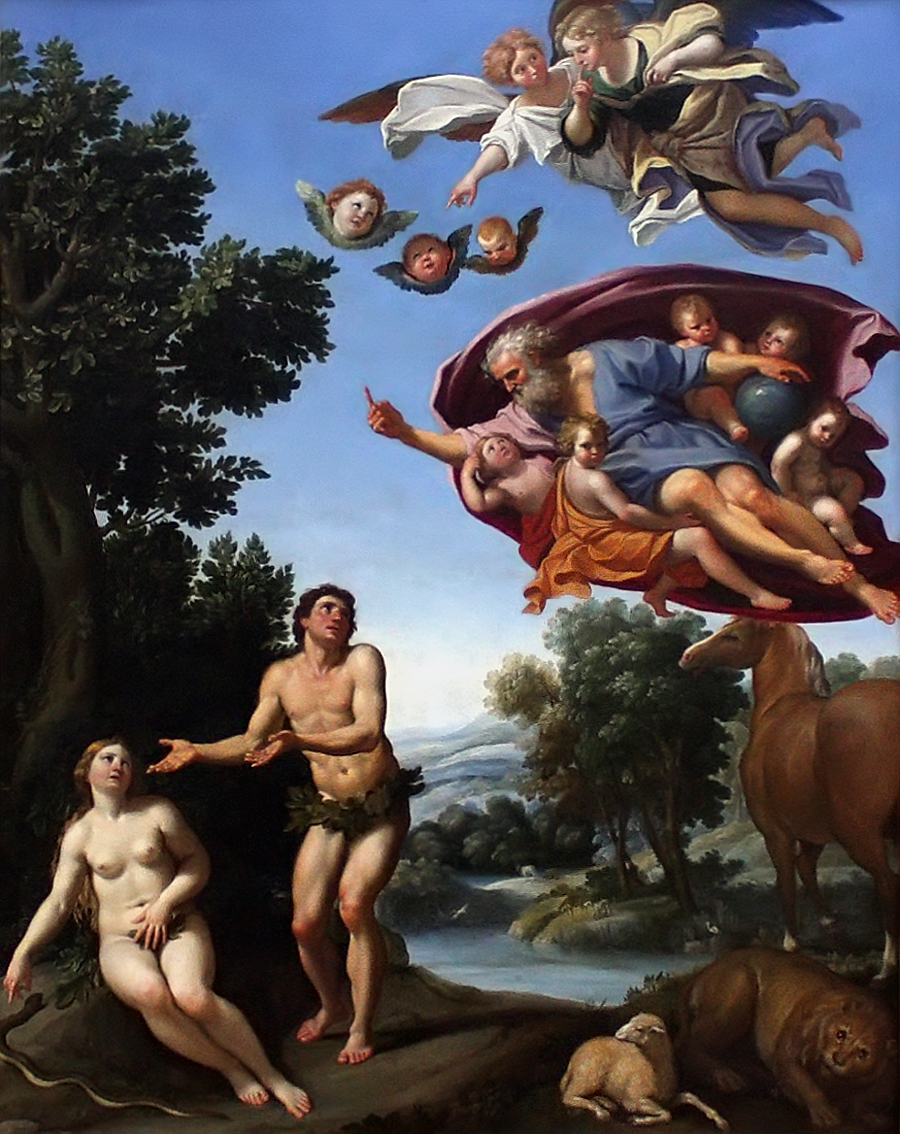
Domenichino: Ádám és Éva
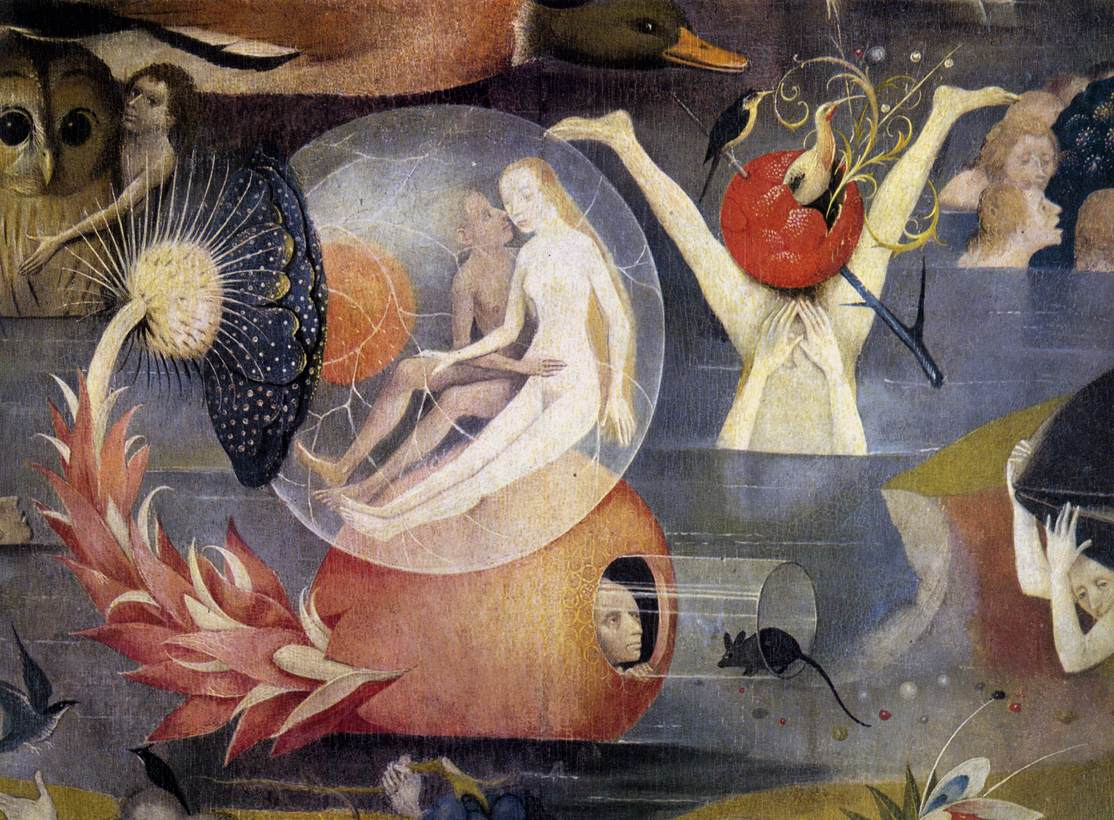
Hieronymus Bosch: Gyönyörök kertje című festményének középső tábláján, az áttetsző burokba zárt emberpár Ádám és Éva
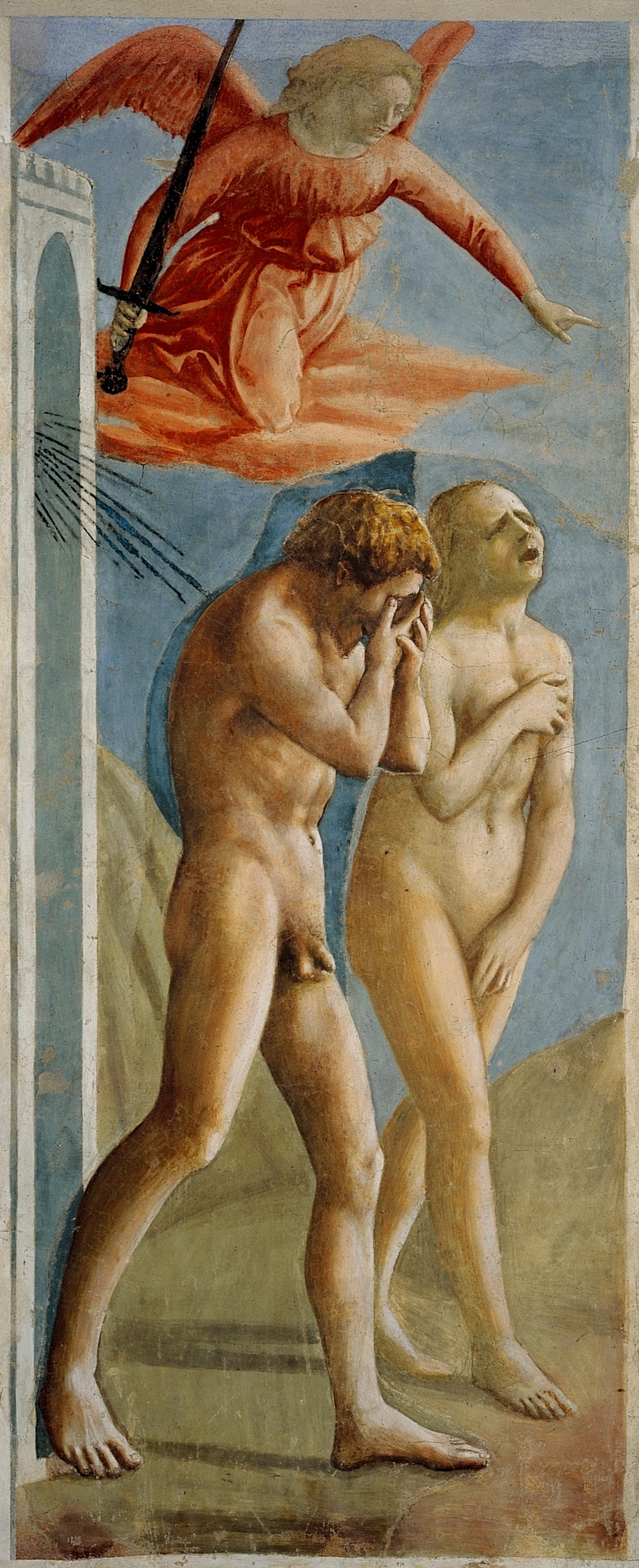
Tommaso Masaccio A kiűzetés című freskója (1426–1427) Brancacci-kápolna, Firenze